# Alexandre Brongniart
Alexandre Brongniart (Parijs, 10 februari 1770 – aldaar, 7 oktober 1847) was een Frans natuuronderzoeker, mineraloog en stratigraaf. Hij is vooral bekend om zijn publicaties over mineralogie en zijn onderzoek naar de stratigrafie van het Bekken van Parijs.

## Levensloop

### Familie
Brongniart was de zoon van de architect Alexandre Théodore Brongniart (1739-1813) en neef van de scheikundige Antoine-Louis Brongniart (1742-1804). Zijn zoon was de botanicus Adolphe Théodore Brongniart (1801–1876); de natuurvorser Victor Audouin (1797-1841) en de scheikundige Jean-Baptiste Dumas (1800-1884) waren zijn schoonzoons.

### Carrière
Op jonge leeftijd was Brongniart al geïnteresseerd in de natuurwetenschap en in 1788 nam hij deel aan de oprichting van de Société Philomatique. In 1794 studeerde hij af in de mijnbouwkunde om al in 1796 aan de École Centrale des Quatre-Nations hoogleraar te worden in de natuurhistorie. Later volgde hij René Just Haüy op als hoogleraar mineralogie aan het Muséum national d'histoire naturelle.
Nadat Brongniart in 1800 een artikel over emaillering had geschreven werd hij op aanraden van Claude Berthollet benoemd tot directeur van de porseleinfabriek manufacture nationale de Sèvres. Als directeur was hij verantwoordelijk voor het opbloeien van de glasschildering en de stichting van het Museé Céramique.
Vanaf 1815 was hij lid van het Institut de France en de Académie des sciences. In 1825 werd hij tot Fellow of the Royal Society gekozen.

## Wetenschappelijk werk

### Mineralogie en petrologie
Brongniart publiceerde in 1807 zijn standaardwerk Traité élémentaire de minéralogie over mineralogie. In 1810 volgde een verhandleing over het voorkomen van mineralen in de omgeving van Parijs (Essai sur la géographie minéralogique des environs de Paris).
Brongniart is ook de bedenker van de term ofioliet (van het Griekse ophis – slang) , een naam die hij in 1813 gaf aan een gesteente dat hij de textuur van slangenhuid vond hebben. Tegenwoordig wordt de naam ofioliet gebruikt om een bepaalde opeenvolging van gesteenten uit oceanische korst mee aan te duiden; het gesteente dat Brongniart bedoelde (onderdeel van de ofioliet-opeenvolging) wordt nu serpentiniet genoemd.

### Paleontologie en stratigrafie
Samen met de geoloog Georges Cuvier onderzocht hij de geologie van het Bekken van Parijs, de twee publiceerden dit werk in 1812 (Description géologique des environs de Paris). Brongniart kan door zijn werk in het Bekken van Parijs beschouwd worden als een van de grondleggers van de biostratigrafie. Hij bleef aan de stratigrafie van het Bekken van Parijs werken en publiceerde in 1829 een nauwkeurige indeling van de Tertiaire gesteentelagen (Tableau des terrains qui composent l'écorce du globe - essai sur la structure de la partie connue de la Terre). Samen met Anselme Desmarets publiceerde hij in een verhandeling over de evolutie van Mollusca (Histoire naturelle des crustacés fossiles)

### Overig
Brongniart was ook geïnteresseerd in zoölogie. Hij deelde de reptielen in in vier ordes: Sauria, Bactracia (dat wil zeggen amfibieën), Anapsida en Ophidia.
Tot slot publiceerde hij zijn kennis van keramiek in 1844 in een tweedelig werk (Traité des arts céramiques ou des Poteries).
- Bibsys: 1040356
- Biblioteca Nacional de España: XX1619954
- Bibliothèque nationale de France: cb12276596x (data)
- Author citation (botany): Al.Brongn.
- Catàleg d'autoritats de noms i títols de Catalunya: 981058509019506706
- CiNii: DA16635362
- Gemeinsame Normdatei: 116685298
- International Standard Name Identifier: 0000 0001 1436 2676
- Library of Congress Control Number: no90000809
- Base Léonore: LH//371/73
- Nationale Bibliotheek van Tsjechië: jn20000700241
- Nationale bibliotheek van Australië: 35794990
- Nationale Bibliotheek van Israël: 987007281770305171
- Nationale Bibliotheek van Polen: a0000002123008
- Nederlandse Thesaurus van Auteursnamen: 169380602
- Réseau des bibliothèques de Suisse occidentale: 02-A003046527
- Istituto Centrale per il Catalogo Unico: SBLV202111
- LIBRIS: 207606
- SNAC: w65d8w3n
- Système universitaire de documentation: 027450805
- Trove: 1091031
- Union List of Artist Names: 500033488
- Virtual International Authority File: 70828
- WorldCat: E39PBJmhQCHCJBRywfQfcPhvHC